# Кріоелектронна мікроскопія

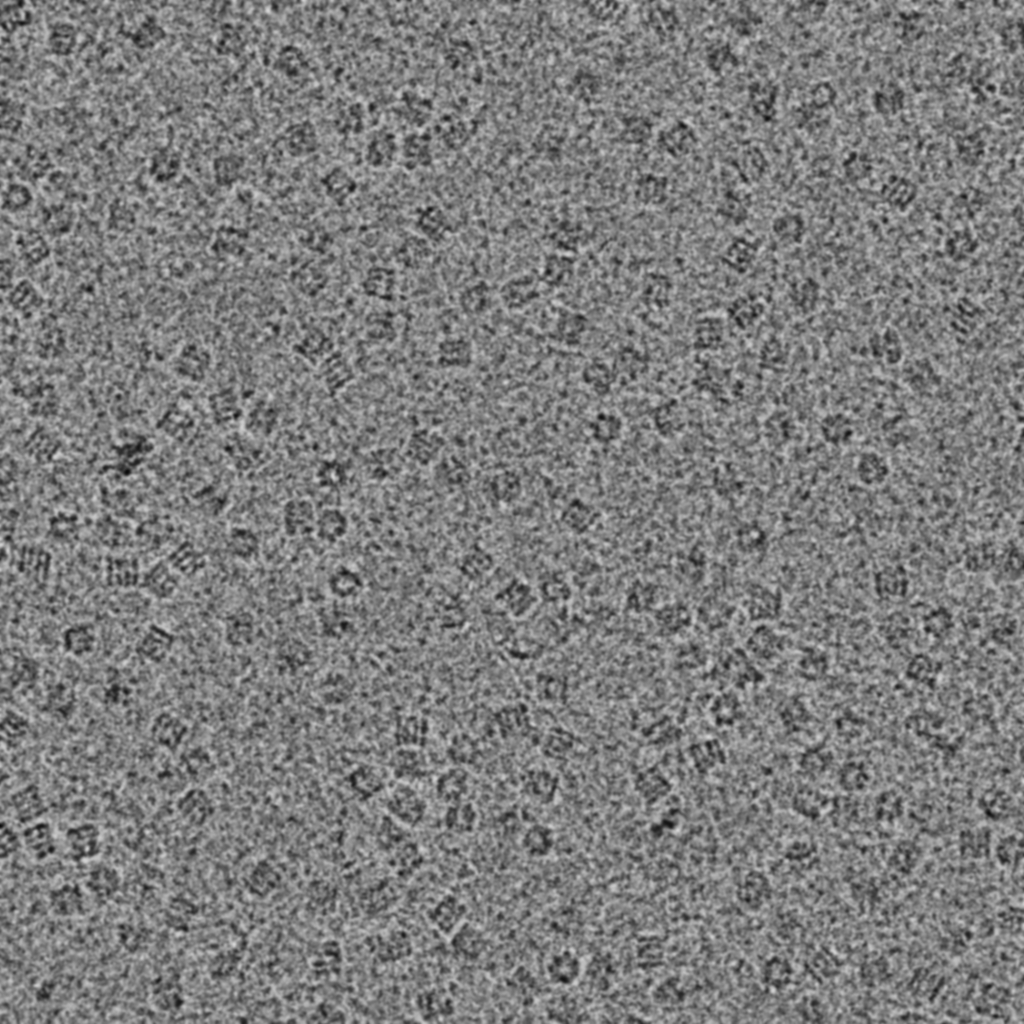
Кріоелектронна фотографія білка GroEL у вітрифікованому льоді.

Кріоелектронна мікроскопія (або кріо-ЕМ) — підвид електронної мікроскопії (ЕМ), де зразок, що досліджується, охолоджують до кріогенних температур (зазвичай, температури рідкого азоту). Кріо-ЕМ дуже популярна в галузі структурної біології. Різновидом кріо-ЕМ є кріоелектронна томографія (КЕТ), в якій отримується тривимірна структура зразку за допомогою обчислювального аналізу серії двовимірних проєкцій, знову отриманих за кріогенними температурами.
Нобелівська премія з хімії 2017 року була присуджена професорові Університету Лозанни Жаку Дюбоше (Jacques Dubochet), німцеві Йоахіму Франку (Joachim Frank) і британцю Річарду Гендерсону (Richard Henderson) «за розробку кріоелектронної мікроскопії для визначення структури біомолекул з високою роздільною здатністю в розчині».

## Історія
Спочатку кріоелектронна мікроскопія була задумана як засіб боротьби з пошкодженням біологічних зразків радіацією. Доза опромінення, необхідна для отримання зображення зразка під електронним мікроскопом достатньо велика, щоб зруйнувати тонку структуру біологічних зразків. Крім того електронний мікроскоп потребує високого вакууму, що створює для біологічного зразка досить важкі умови.
Проблема вакууму була частково подолана за допомогою негативного забарвлення, але навіть із негативним забарленням біологічні зразки можуть втратити свою структуру через дегідрацію. Тому виникла ідея заточити зразок у лід, але вода має властивість утворювати при замороженні кристалічну ґратку меншої густини, а це може знищити структуру будь-чого у ній.
На початку 1980-х декілька наукових колективів, що займалися фізикою твердого тіла, розробляли методики отримання аморфного льоду різними способами, наприклад, заморожування при високому тиску та раптове заморожування. У ключовій роботі 1984 року група на чолі з Жаком Дюбоше  в  Європейській лабораторії молекулярної біології отримала зображення аденовірусу, вмороженого в шар аморфного льоду. Ця стаття вважається витоком кріоелектроніки , а методика отримала розвиток і стала повсякденною в численних лабораторіях світу.
Енергія електронів у мікроскопі (80-300 кеВ) достатньо велика для розриву ковалентних зв'язків. При отриманні зображення зразка, чутливого до радіаційного пошокдження, необхідно обмежити час опромінення. Малі експозиції потребують використання тисяч і навіть мільйонів ідентично заморожених молекул. Ці зображення відбирають, вирівнюють й усереднюють, отримуючи за допомогою спеціальних комп'ютерних програм структури з високим розділенням. 2012 року роздільна здатність значно покращилася завдяки використанню прямих електронних детекторів та кращих алгоритмів обробки.

## Біологічні зразки

### Тонкі плівки
Біологічний матеріал наносять тонки шаром на решітку електронного мікроскопа і зберігають  у замороженому гідрованому стані, отриманому швидким замороженням, зазвичай рідким етаном, до температури рідкого азоту. В такому стані їх можна вносити в колону електронного мікроскопа. Більшість біологічних зразків дуже чутливі до радіації, тож зображення потрібно отримати при малих дозах  (зазвичай низька температура дає додатковий захист від радіаційних пошкоджень).
Як наслідок зображенні дуже нечіткі. Для деяких біологічних систем можливо усереднити зображення зі збільшенням відношення сигналу до шуму й отримати інформацію про зразок із вискою роздільністю за допомогою методики, яку називають одночастиноковим аналізом. Загальною вимогою є те, щоб об'єкти усереднення були ідентичними, хоча можна вивчати певну обмежену конфігураційну гетерогенність (як наприклад у рибосомах). Тривимірна реконструкція кріо-ЕМ зображень білкових комплексів та вірусів отримана з субнанометровим розділенням чи навіть з точністю до атома, що відкрило нові засоби для розуміння структури та біології цих великих зборок.
Аналіз впорядкованих білкових структур, таких як двовимірні кристали трансмембранних білків або геліксні структури також дозволяє певне усереднення, що може надати інформацію високого розділення про зразок. Цю техніку називають електронною кристалографією.

### Вітрифіковані зрізи
Метод тонких плівок застосовних для тонких зразків (зазвичай < 500 нм) оскільки електрони не можуть проникнути через товстіші зразки без багаторазового розсіяння. Товстіші зразки (до десятків мкм) можна вітрифукувати зануренням в етан або замороженням під тиском (до сотень мкм) Після цього алмазним ножем у кріомікротомі за температури, нижчої від -135 °C (температура дивітрифікації),  можна зробити  тонкий зріз (40 - 200 нм завтовшки). Такі зрізи кладуть на решітку електронного мікроскопа і просвічують аналогічно тонким плівкам. Ця методика отримала назви кріоелектронної мікроскопії вітрифікованих зрізів та кріоелектронної мікроскопії заморожених гідратованих зрізів.

## Використання для вивчення матеріалів
Окрім біології кріо-ЕМ знайшла застосування в матеріалознавстві, де вона дає змогу вивчати матеріали, надто леткі в умовах вакууму для використання звичайної електронної мікроскопії при кімнатних температурах. Наприклад, можна виготовити вітрифіковані зрізи границі розділу між рідиною та твердим тілом. Можна також стабілізувати сірку, яка зазвичай у вакуумі електронного мікроскопа сублімує.